# Iryna Hontscharowa
Iryna Jurijiwna Hontscharowa (ukrainisch Ірина Юріївна Гончарова, wiss. Transliteration Iryna Juriïvna Hončarova; * 19. Dezember 1974 in Biloserka, Sowjetunion) ist eine ehemalige ukrainische Handballspielerin, die an den Olympischen Sommerspielen 2004 teilnahm.

## Karriere

### Im Verein
Hontscharowa spielte bis zum Jahr 1998 für den ukrainischen Verein HK Karpaty Uschhorod, schloss sich anschließend Spartak Kiew an und wechselte später zum HK Halytschanka Lwiw. Zwischen 2002 und 2004 stand die Torhüterin beim HK Motor Saporischschja unter Vertrag, mit dem sie zwei Mal die ukrainische Meisterschaft gewann. Ab dem Jahr 2005 hütete sie zum zweiten Mal das Tor von Karpaty Uschhorod. Im selben Jahr wechselte sie ins Ausland und unterschrieb einen Vertrag beim serbischen Erstligisten ŽRK Naisa Niš. Mit Naisa Niš gewann sie bis zum Jahr 2009 ein Mal die serbische Meisterschaft sowie drei Mal den serbischen Pokal. Später lief sie für die russische Mannschaft von Kіrowtschanka aus Sankt Petersburg auf. Zuletzt war sie in der Spielzeit 2012/13 für eine Mannschaft aus der kasachischen Stadt Astana aktiv.

### In der Nationalmannschaft
Hontscharowa bestritt über 90 Länderspiele für die ukrainische Nationalmannschaft. Mit der Ukraine belegte sie den zweiten Platz bei der Europameisterschaft 2000, den vierten Platz bei der Weltmeisterschaft 2003, den zehnten Platz bei der Europameisterschaft 2008 und den zwölften Platz bei der Europameisterschaft 2010. Bei den Olympischen Spielen 2004, bei denen Hontscharowa lediglich im Gruppenspiel gegen Griechenland im ukrainischen Aufgebot stand, gewann sie die Bronzemedaille.